# Деизъм
Деизъм (на латински: deus – бог) e религиозно-философско учение, възникнало през XVII – XVIII в., което отрича откровението като източник на вярата в Бог и счита, че до заключението за съществуването на Бог може да се достигне чрез наблюдаване на заобикалящия ни свят. Деизмът приема Бог за Създател, но не и за участник и съдник по отношение на съдбата на хората. По време на Френската революция Култът към Върховното същество (на френски: Culte de l'Être suprême) се въвежда и институционализира от Максимилиан Робеспиер. Към този култ на деизма се провеждат цяла серия манифестации по време на официални публично-революционни тържества в края на 18 век. Намерението е било това да стане държавна религия в новата Френска република, като за целта са направени и промени върху системата на организиране на дните, като е въведен Френският революционен календар.
Промените обслужват целенасочено новата религия, за да се разруши връзката в обществото с библейската представа за Сътворението, дала отражение и върху седмичния цикъл, който бива сменен с деседневка (декада), както и е наложена промяна за началото на летоброенето, което вече не е свързано с рождението на Иисус Христос. Календарът е въведен от Конвента на 5 октомври 1793 г. и е отменен от Наполеон Бонапарт на 9 септември 1805 г., който с указ възстановява Григорианския календар от 1 януари 1806 г. Революционният календар е използван от френското правителство в продължение на 12 години – от края на 1793 г. до 1805 г., както и през 1871 г. по време на Парижката комуна.
За начало на летоброенето се приема 22 септември 1793 г. - първият ден на Френската република, когато започва година I. Годината се дели на 12 месеца. Имената на месеците показват типичните белези на съответния сезон.
- Есенни месеци:
  - vendémiaire (от фр. vindemia – бълг. гроздобер) – от 22 септември,
  - brumaire (от фр. brume – бълг. гъста мъгла) – от 22 октомври,
  - frimaire (от фр. frimas – бълг. мраз) – от 22 ноември,
- Зимни месеци:
  - nivôse (от фр. nivosus – бълг. снежен) – от 21 декември,
  - pluviôse (от фр. pluviosus – бълг. дъждовен) – от 20 януари,
  - ventôse (от фр. ventosus – бълг.ветровит) – от 19 февруари,
- Пролетни месеци:
  - germinal (от фр. germen – бълг. кълн) – от 20 март,
  - floréal (от фр. flos – бълг. цвят) – от 20 април,
  - prairial (от фр. prairie – бълг. ливада) – от 20 май,
- Летни месеци:
  - messidor (от фр. messis – бълг. жътва) – от 19 юни,
  - thermidor (от гр. thermos – бълг. горещ) – от 19 юли,
  - fructidor (от лат. fructus – бълг. плодове) – от 19 август.

Всеки месец се състои от 30 дни. Вместо на седмици, месецът се дели на десетдневки (декади). Всеки ден от десетдневката се нарича с поредния си номер:
- primidi (първи ден),
- duodi (втори ден),
- tridi (трети ден),
- quartidi (четвърти ден),
- quintidi (пети ден),
- sextidi (шести ден),
- septidi (седми ден),
- octidi (осми ден),
- nonidi (девети ден)
- décadi (десети ден).

Останалите 5 (или 6 във високосна година) дни до 365 са обявени за празници. Названията на празниците по Революционния календар са:
- La Fête de la vertu – 17 или 18 септември,
- La Fête du genie (Ден на талантите) – 18 или 19 септември,
- La Fête du travail (Ден на труда) – 19 или 20 септември,
- La Fête de l'opinion (Ден на думата) – 20 или 21 септември,
- La Fête des recompenses (Ден на наградите) – 21 или 22 септември,
- La Fête de la revolution (Ден на Революцията) – 22 или 23 септември.

За родоначалник на деизма се счита лорд Едуард Хърбърт Чербъри (1583 – 1648). Най-голям разцвет то получава по време на Просвещението. За деисти се смятат Лудвиг ван Бетовен, Жан-Жак Русо, Томас Джеферсън, Волтер и други.